# ショーボー
ショーボー（Sho→Boh）は、海王社が発行していた女子小学生タレント限定のジュニアアイドル専門雑誌（DVD付きムック）。

## 概要
『チューボー（Chu→Boh）』の姉妹雑誌として2005年12月に創刊された。2014年8月発行のvol.29を最後に事実上休刊状態にある。
モデルとなる女子小学生の水着姿・下着姿や制服・体操着などを着た姿を中心としたグラビアを掲載し、撮影時のインタビューやメイキングを収録したDVDが付属していた。
姉妹雑誌に女子中学生限定の『チューボー』（Chu→Boh）と女子高生限定の『コーボー』（Koh→Boh）があり、『Sho→Boh』に出演したジュニアアイドルの多くは中学校への進学に合わせて『Chu→Boh』に移籍して引き続き水着姿や下着姿を披露した。
創刊当初は2月・6月・10月の年3回刊だったが、2011年8月のvol.23より年2回刊となった。
定価（税別）は、vol.1からVol.3が1900円、vol.4からVol.22が1600円、vol.23からVol.27が1800円、vol.28とvol.29は1900円となっている。
ジュニアアイドル系グラビア雑誌としては、辰巳出版の『purepure（ピュアピュア）』（2000年創刊、2010年休刊）が競合誌となるが、『purepure』がU-15（15歳以下）であるのに対し、『Sho→Boh』は被写体が誌名どおり女子小学生に特化している点と、各号に付属DVDがある点が特徴である。

## 主なモデル
- 相川聖奈 - 『Chu→Boh』移籍
- 石川楓子 - 『Chu→Boh』移籍
- 木村葉月 - 『Chu→Boh』移籍
- 小池里奈 - 『Chu→Boh』移籍
- 立花風香 - 『Chu→Boh』移籍
- 玉井詩織 - 『Chu→Boh』移籍（※現・ももいろクローバーZメンバー）
- 新原里彩 - 『Chu→Boh』移籍
- 早坂美咲 - 『Chu→Boh』移籍
- 二葉姫奈 - 『Chu→Boh』移籍
- 真野しずく - 『Chu→Boh』移籍 →『Koh→Boh』移籍
- 森下真依 - 『Chu→Boh』移籍 →『Koh→Boh』移籍
- 山中知恵
- 山中ゆき - 『Chu→Boh』移籍